# فرودگاه فورت آلبانی
فرودگاه فورت آلبانی (به انگلیسی: Fort Albany Airport) یک فرودگاه همگانی با کد یاتا YFA است که یک باند فرود شن دارد و طول باند آن ۱۰۹۸ متر است. این فرودگاه در کشور کانادا قرار دارد و در ارتفاع ۱۴ متری از سطح دریا واقع شده است.